# Irving Berlin
Irving Berlin, pseudonimo di Izrail' Moiseevič Bejlin (in russo Израиль Моисеевич Бейлин?; Tjumen', 11 maggio 1888 – New York, 22 settembre 1989), è stato un compositore statunitense, tra i più importanti del Novecento.
Molto prolifico, fu autore di numerosi brani divenuti in seguito degli standard per altri cantanti; tra di essi si citano Alexander's Ragtime Band, il suo primo grande successo commerciale, Puttin' on the Ritz,  God Bless America e l’evergreen White Christmas, portato al successo da Bing Crosby nel 1942. Per la sua lunghissima carriera musicale, e per il contributo dato alla musica e alla cultura degli Stati Uniti, Berlin fu insignito nel 1977 dal presidente Gerald Ford della Medaglia presidenziale della libertà.

## Biografia
Irving Berlin nacque nel 1888 in una famiglia ebraica originaria dello shtetl di Talačyn, nell'odierna Bielorussia, all'epoca facente parte dell'Impero russo; suo padre Moiseev Bejlin e sua madre Lena Lipkin emigrarono negli Stati Uniti nel 1893 e si stabilirono a New York.
La famiglia anglicizzò il cognome da Bejlin a Baline per mantenere la stessa pronuncia originaria in inglese.
La morte del padre costrinse Izrail' a iniziare a lavorare ancora bambino.
Per poter contribuire al sostentamento della famiglia fece vari lavori tra cui vendere i giornali o esibirsi come artista di strada.
Si avvicinò alla musica da autodidatta, dopo aver ricevuto i primi rudimenti in famiglia, trovando poi lavoro nella fiorente industria dell'editoria musicale nota come Tin Pan Alley. Non imparò mai a suonare correttamente il pianoforte né a leggere la musica. In pratica usava solo i tasti bianchi, e per questo si fece costruire un piano speciale con pedali che gli consentivano di cambiare tonalità a piacimento senza spostarsi sulla tastiera. Un assistente si occupava poi della trascrizione degli spartiti delle sue composizioni.
Nel 1907 cambiò nome in Irving Berlin. Nello stesso anno venne pubblicata per la prima volta una sua canzone, Marie from Sunny Italy, per cui ricevette un compenso di 37 cents. Esattamente lo stesso valore del francobollo commemorativo emesso in suo onore dalle poste statunitensi il 15 settembre 2002.

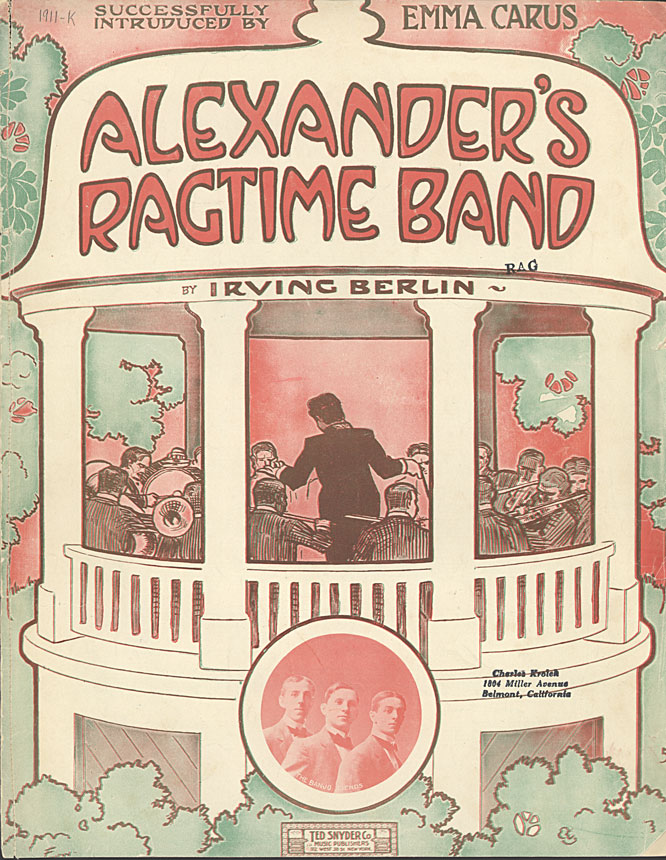
Alexander's Ragtime Band (1911)

Il 12 maggio 1910 fu iniziato in Massoneria presso la Munn Lodge n.190 all'Oriente di New York. Continuò per tutta la vita a frequentare assiduamente le logge massoniche, e conseguì il 32º grado del Rito Scozzese Antico e Accettato.

## Imusical
Il successo come autore di musical arrivò nel 1911 con la canzone Alexander's Ragtime Band. Nel corso della sua lunghissima carriera, Berlin compose oltre un migliaio di canzoni per moltissimi spettacoli di successo a Broadway.
Nel 1914 va in scena Watch Your Step e nel 1940 Louisiana Purchase con Victor Moore ed Irène Bordoni arrivando a 444 recite.
Il suo maggior successo resta il musical Annie Get Your Gun, prodotto dal duo Richard Rodgers & Oscar Hammerstein II, ispirato alla vita di Annie Oakley e grande trionfo teatrale a partire dal 1946. Il musical include una delle più famose canzoni di Berlin, considerata a ragione un inno del mondo dello spettacolo, ossia There's No Business Like Show Business.
Abbandonò gli spettacoli musicali nel 1962, dopo il fiasco del musical Mr. President.

## God Bless America
Nell'estate del 1918, durante la prima guerra mondiale, Berlin lavorava in una rivista musicale chiamata Yip Yip Yaphank, uno spettacolo patriottico destinato a raccogliere fondi per l'esercito degli Stati Uniti. In quei giorni compose una canzone per lo spettacolo, ma alla fine decise di non inserirla, perché il suo tono solenne strideva con lo stile da commedia del resto dello spettacolo.
Vent'anni più tardi, nell'autunno del 1938, la minaccia di una nuova guerra mondiale si faceva sempre più vicina. Irving Berlin decise di scrivere una canzone di pace, e pensò di recuperare quel vecchio pezzo mai pubblicato, facendo alcune modifiche per adattarlo ai tempi. Il brano fu trasmesso alla radio per la prima volta l'11 novembre 1938, cantato da Kate Smith: si trattava di God Bless America, che divenne poi una delle canzoni patriottiche più amate negli Stati Uniti, quasi un secondo "inno nazionale".

## Hollywood eWhite Christmas
Irving Berlin fu uno dei pochi grandi compositori americani ad avere un buon rapporto col cinema. Con l'avvento del cinema parlato venne subito chiamato ad Hollywood come compositore di canzoni e musiche da film. Nel primo film sonoro della storia del cinema, Il cantante di jazz (The Jazz Singer, 1927), c'è una sua canzone, "Blue Skies".
Nel 1932 la sua Face the Music va in scena dal 17 febbraio al New Amsterdam Theatre per il Broadway theatre con Mary Boland arrivando a 165 recite e dal 31 gennaio 1933 al 44th Street Theatre per 31 recite.
Nel 1933 la sua As Thousands Cheer va in scena dal 30 settembre al Music Box Theatre per Broadway con Clifton Webb, Ethel Waters e José Limón arrivando a 400 recite.
La sua collaborazione più proficua sarebbe stata con la coppia Fred Astaire & Ginger Rogers, per cui musicò alcuni dei loro musical migliori, quali Cappello a cilindro (Top Hat, 1935), che annovera motivi indimenticabili come Cheek to Cheek e Top Hat, White Tie and Tails, Seguendo la flotta (Follow the Fleet, 1936), con l'indimenticabile Let's Face the Music and Dance, e Girandola (Carefree, 1938), che include la canzone premio Oscar, Change Partners.
Fu per il film La taverna dell'allegria (Holiday Inn) che compose nel 1942 White Christmas, per cui ricevette anche l'Oscar per la migliore canzone. Il 3 ottobre 1942 il brano, cantato da Bing Crosby, raggiunse il primo posto nella classifica americana. Da allora, il brano è sempre riapparso in classifica ogni anno per Natale ed ha venduto oltre 30 milioni di copie solo nella versione di Bing Crosby.

## Vita privata

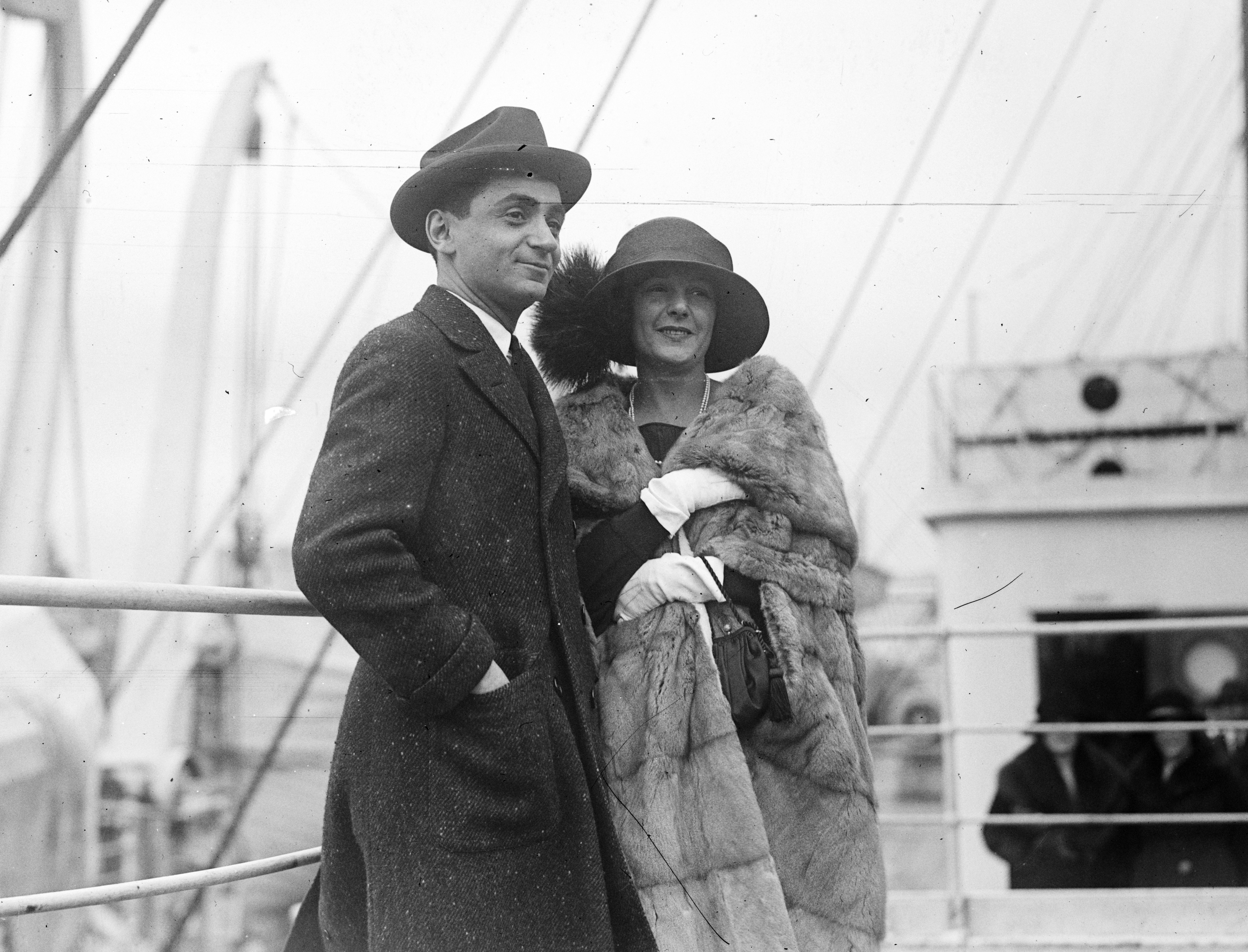
Irving Berlin e Dorothy Goetz, 1912

Irving Berlin si sposò la prima volta nel 1912 con Dorothy Goetz, sorella del compositore E. Ray Goetz. Il loro matrimonio durò pochissimo: durante la loro luna di miele a Cuba, Dorothy si ammalò di tifo e morì dopo soli cinque mesi. Per commemorare la memoria della moglie morta a soli vent'anni Berlin compose la struggente ballata When I Lost You.
Nel 1926 Irving Berlin si sposò in seconde nozze con Ellin MacKay.
Le nozze tra Berlin e la MacKay destarono molto scalpore: per la differenza di età (lui aveva trentasette anni, lei ventidue), per il diverso credo religioso (lui ebreo, lei cattolica), e per la diversa estrazione sociale (lui figlio di poveri immigrati russi, lei figlia di un magnate delle telecomunicazioni). Il padre della sposa, contrario al matrimonio, arrivò a diseredare la figlia. Berlin, in risposta, assegnò alla moglie i diritti d'autore della canzone Always, uno dei suoi pezzi più eseguiti.
La loro fu comunque un'unione solida e lunghissima con quattro figli ed oltre sessant'anni di matrimonio. Si interruppe solo con la morte di Ellin MacKay nel 1988.
Irving Berlin morì l'anno dopo, a 101 anni.

## Spettacoli teatrali (parziale)
- Watch Your Step (Broadway, 8 dicembre 1914 - 8 maggio 1915)
- Stop! Look! Listen! (Broadway, 25 dicembre 1915 - 25 marzo 1916)
- Ziegfeld Follies of 1920 (Broadway, 22 giugno 1920 - 16 ottobre 1920)
- The Cocoanuts (Broadway, 8 dicembre 1925 - 7 agosto 1926)
- Ziegfeld Follies of 1927 (Broadway, 16 agosto 1927 - 7 gennaio 1928)
- Face the Music (Broadway, 17 febbraio 1932 - 9 luglio 1932)
- As Thousands Cheer (Broadway, dal 30 settembre 1933)
- Annie Get Your Gun (Broadway, 16 maggio 1946)